# Carmelo Ortiz de Elgea
Carmelo Ortiz de Elgea (Arechavaleta (Álava), 20 de diciembre de 1944 - Almería, 11 de enero de 2025) fue un pintor español autodidacta.Destacó como uno de los paisajistas vascos más significativos del siglo XX.

## Historia
Estudió Dibujo en la Escuela de Artes y Oficios de Vitoria, así como en el Círculo de Bellas Artes de Madrid. Realizó su primera exposición individual en las Salas de Cultura de la Caja de Ahorros de Vitoria en 1961, y continuó mostrando allí sus obras en los años siguientes.
Aunque inicialmente se centró en la figuración y su inusual uso del color dio a su obra un toque innovador, pronto dio el paso hacia la abstracción a mediados de la década de 1960. En 1966, junto a Schommer, Joakim Fraile y Juan Mieg, formó parte del grupo Orain, y ese año participó en las exposiciones de presentación del grupo en San Sebastián y Vitoria y en el Manifiesto que éste publicó.
En la década siguiente trabajó el pop art, el informalismo y la abstracción gestual, siempre sin rechazar del todo la abstracción, para avanzar hacia la figuración. Desde 1985 trabaja principalmente en paisajes, intercalando formas geométricas orgánicas, retratos y otros elementos en imágenes figurativas que reflejan la naturaleza. Durante su período “cubano”, alrededor de 1990, la combinación de figuración y abstracción adquirió gran relevancia.
En cuanto a exposiciones, realizó una exposición individual en 1984 en el Museo de Bellas Artes de Bilbao. En 1986 sus obras pudieron verse en Alemania, Mallorca, Italia y Bilbao como parte de la exposición colectiva Hostoa. En 1989 participó en la exposición Arte Vasco en el Museo de Álava en Vitoria, y en 1990 su obra pudo verse en la exposición Santos Iñurrieta de la Fuente, Juan Mieg y Ortiz de Elguea organizada por el Museo San Telmo. En 1994 realiza una exposición individual, Pinturas 1992-1994, en la galería Amarica de Vitoria. En 2007 expuso una colección de obras de su trayectoria en la Galería Fundación Caja Vital Kutxa.
Desde 2016, sus obras dejan espacio para los paisajes figurativos, producto de sus viajes, como "Cabañas de pastor en California" o "El manglar", pintado a partir de un boceto realizado tras su viaje a Guatemala. En todas ellas, destaca la recreación de un mundo de energía creativa regido por el color y por el gesto pictórico.